# Snideri

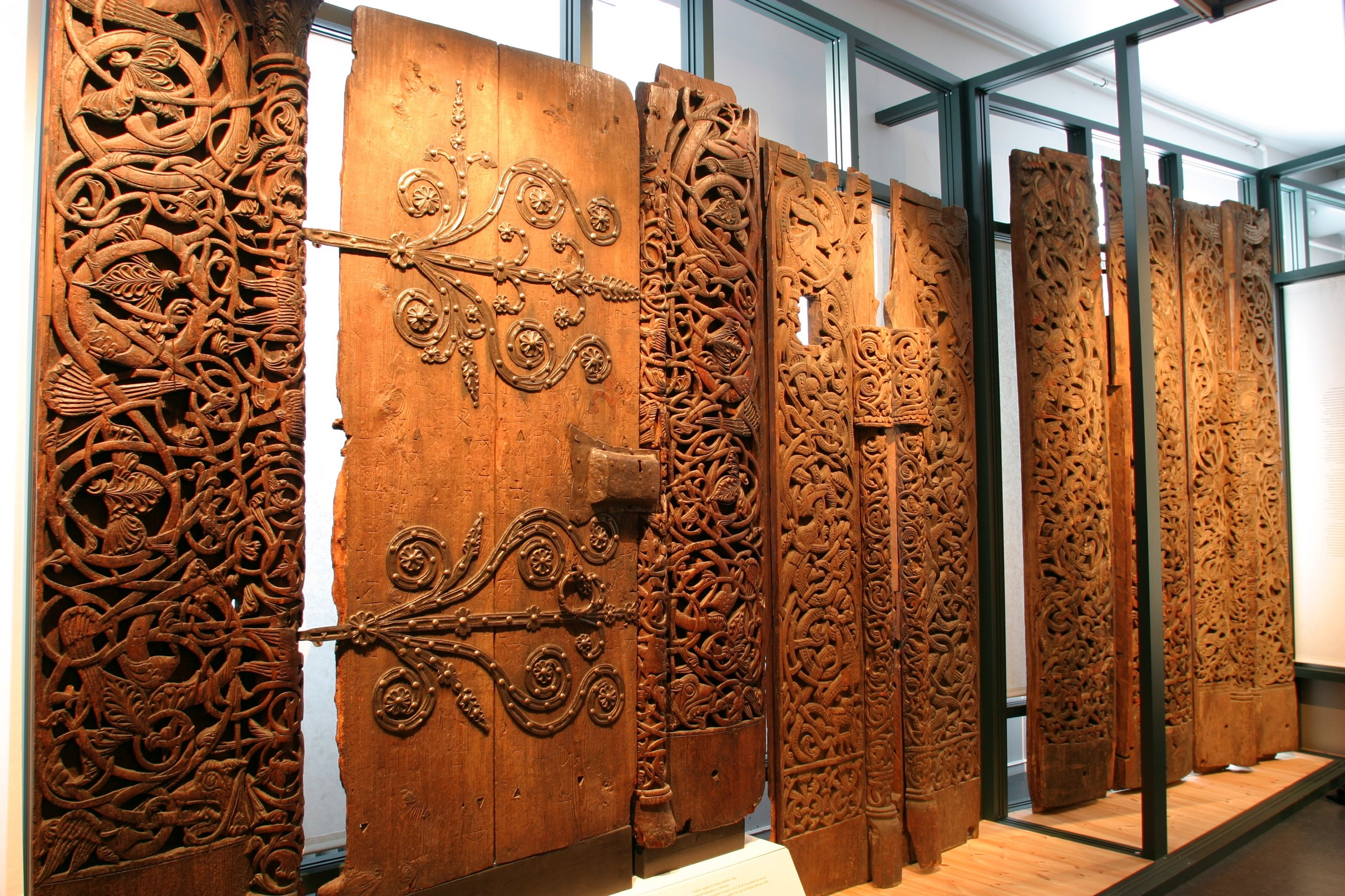
Träsnideri, stavkyrka i Norge, brytpunkt mellan nordisk animistisk polyteism och kristendom.

Snideri är en slöjdform som innebär att skulptera eller att skapa reliefer i trä, ben och andra material med verktyg som till exempel kniv, bildhuggarjärn och liknande.
Lämpliga material beroende på användningsområde:
- Lind - Sniderier på dekorativa finsnickerier.
- Lönn, en, björk - Bruksföremål (slevar, skedar, smörknivar)

## Galleri

Bildhuggarjärn.
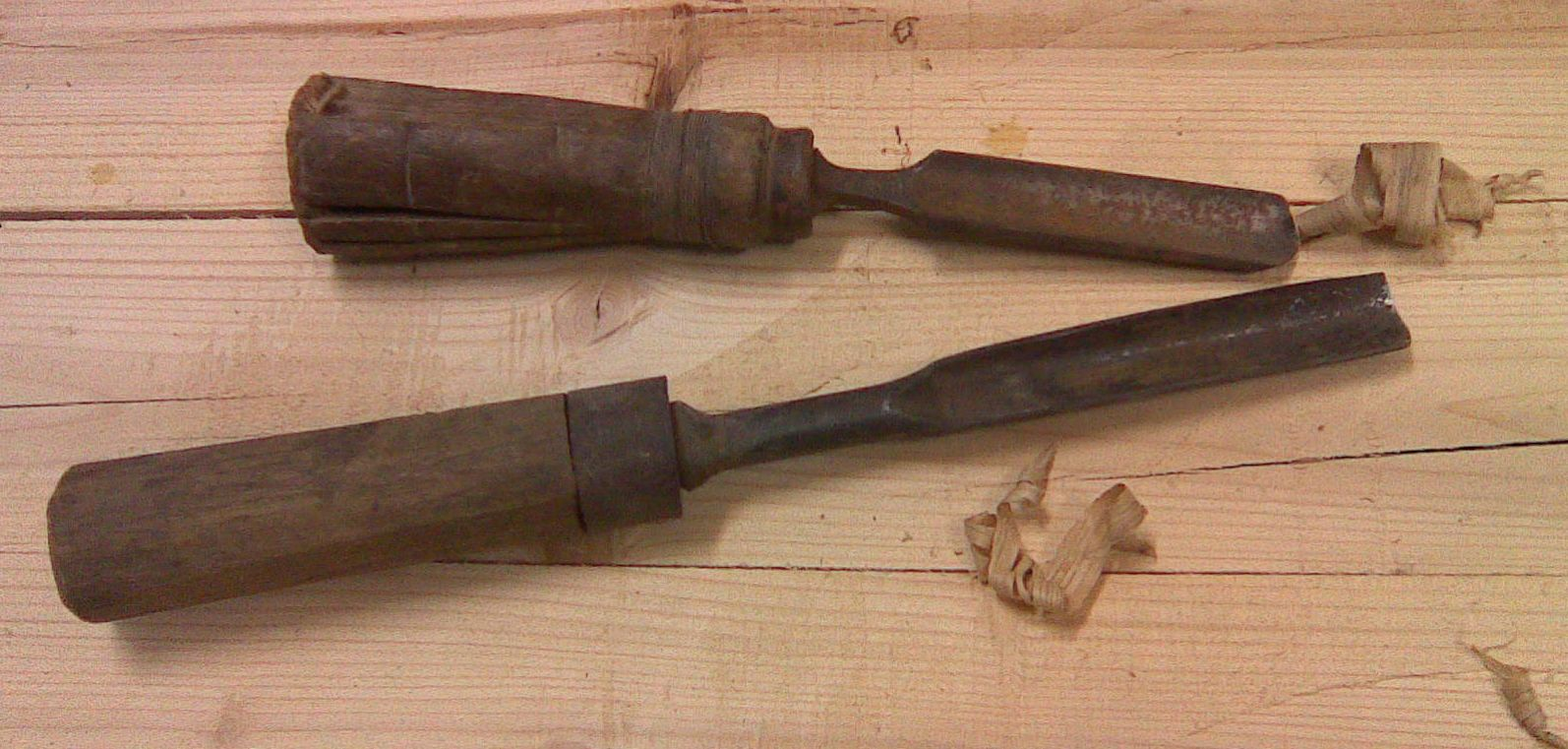
Skölpar.